# Giulio Peyrot
Giulio Peyrot (Torino, 21 gennaio 1843 – Torino, 2 novembre 1896) è stato un avvocato e politico italiano.